# 구자용
구자용(具滋溶, 1955년 3월 27일~)은 E1 대표이사 회장과 LS네트웍스 회장을 지내고 있는 대한민국의 기업인이다.

## 약력
- 1973년 서울고등학교 졸업
- 1977년 고려대학교 무역학과 졸업
- 1993년 중앙대학교 국제경영대학원 졸업
- 2005년 10월 2일 동탑산업훈장
- 2016년 6월 26일 금탑산업훈장

## 경력
- LG전자
- LG전자 미주법인 지원담당 이사
- LG전자 미주법인 법인장 이사
- LG전자 미주법인 브랜드담당 상무
- LG전자 미주법인 법인장, 상무
- LG전자 본사총괄Task담당, 상무
- LG칼텍스 가스 기획, 재경담당 상무
- LG칼텍스 가스 기획, 재경담당 부사장
- (주)E1 기획, 재경담당 부사장
- (주)E1 사장
- (주)E1 대표이사
- 국제상사 대표이사 부회장
- (주)E1 대표이사 부회장
- 한국무역협회 비상근 부회장
- (주)LS네트웍스 회장
- (주)E1 대표이사 회장
- 제12대 한국여자프로골프협회 회장
- (주)LS네트웍스 대표이사
- (주)E1 LPG사업부문 대표이사 회장

## 가족 관계
- 할아버지 구재서(具再書)
- 친할머니 진양 하씨(晉陽 河氏)
  - 아버지 구평회 (1931년 ~ 2013년)
  - 어머니 문남 (1931년 ~ )
    - 형님 구자열 (1953년 ~ )
    - 아내(1959년 ~ )
    - 남동생 구자균 (1957년 ~ )
    - 여동생 구혜원 (1959년 ~ )